# 第1次メルケル内閣

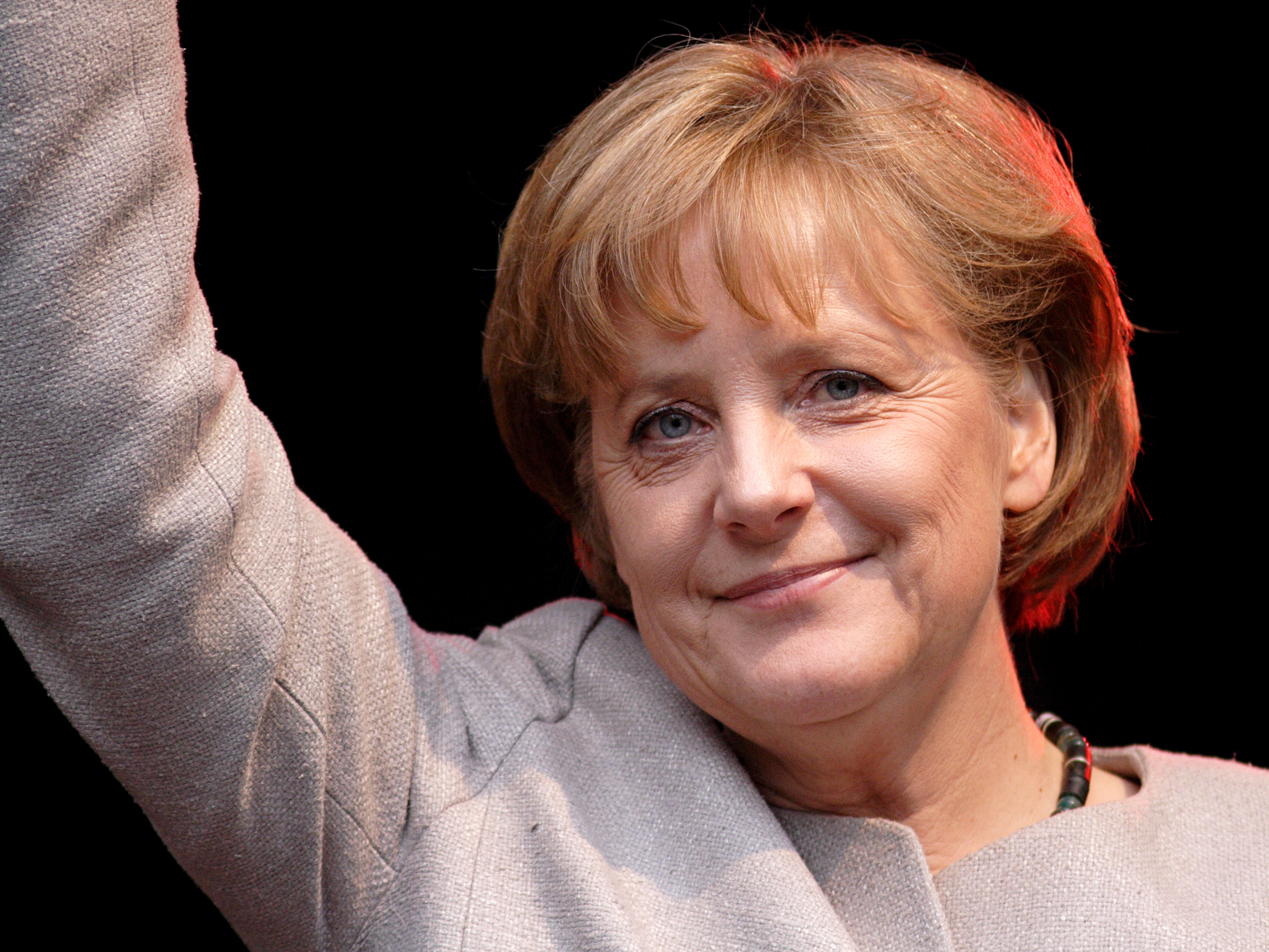
アンゲラ・メルケル

第1次メルケル内閣（だいいちじメルケルないかく、ドイツ語: Kabinett Merkel I）は、第16代ドイツ連邦議会の2005年11月22日から2009年10月27日までの間のドイツ政府である。キリスト教民主主義者であるアンゲラ・メルケル (ドイツ史上初の女性首相)が率いる。ドイツキリスト教民主同盟 (CDU)とキリスト教社会同盟 (CSU) とドイツ社会民主党 (SPD)の大連立政権である。第2次シュレーダー内閣を継ぐもので、2009年ドイツ連邦議会選挙後に組閣された第2次メルケル内閣に役割を引き継いだ。

## 構成
この連邦内閣は、以下の閣僚で構成されていた。
| 役職                           | 画像 | Incumbent                                | 任期                               | 政党 |
| ------------------------------ | ---- | ---------------------------------------- | ---------------------------------- | ---- |
| 連邦首相                       |      | アンゲラ・メルケル                       | 2005年11月22日 – 第2次メルケル内閣 | CDU  |
| 副首相                         |      | フランツ・ミュンテフェーリング           | 2005年11月22日 – 2007年11月21日    | SPD  |
| 副首相                         |      | フランク＝ヴァルター・シュタインマイヤー | 2007年11月21日 – 2009年10月27日    | SPD  |
| 外務大臣                       |      | フランク＝ヴァルター・シュタインマイヤー | 2005年11月22日 – 2009年10月27日    | SPD  |
| 労働・社会大臣                 |      | フランツ・ミュンテフェーリング           | 2005年11月22日 – 2007年11月21日    | SPD  |
| 労働・社会大臣                 |      | オラフ・ショルツ                         | 2007年11月21日 – 2009年10月27日    | SPD  |
| 環境・自然保護・原子炉安全大臣 |      | ジグマール・ガブリエル                   | 2005年11月22日 – 2009年10月27日    | SPD  |
| 経済・技術大臣                 |      | ミヒャエル・グロース                     | 2005年11月22日 – 2009年2月10日     | CSU  |
| 経済・技術大臣                 |      | カール＝テオドール・ツー・グッテンベルク | 2009年2月10日 – 2009年10月27日     | CSU  |
| 国防大臣                       |      | フランツ・ヨーゼフ・ユング               | 2005年11月22日 – 2009年10月27日    | CDU  |
| 家族・老人・女性・青少年大臣   |      | ウルズラ・フォン・デア・ライエン         | 2005年11月22日 – 第2次メルケル内閣 | CDU  |
| 特命大臣, 首相府長官           |      | トーマス・デメジエール                   | 2005年11月22日 – 2009年10月27日    | CDU  |
| 内務大臣                       |      | ヴォルフガング・ショイブレ               | 2005年11月22日 – 2009年10月27日    | CDU  |
| 教育・研究大臣                 |      | アンネッテ・シャーヴァン                 | 2005年11月22日 – 第2次メルケル内閣 | CDU  |
| 保健大臣                       |      | ウラ・シュミット                         | 2001年1月12日 – 2009年10月27日     | SPD  |
| 食品・農業・消費者保護大臣     |      | ホルスト・ゼーホーファー                 | 2005年11月22日 – 2008年10月31日    | CSU  |
| 食品・農業・消費者保護大臣     |      | イルゼ・アイグナー                       | 2008年10月31日 – 第2次メルケル内閣 | CSU  |
| 財務大臣                       |      | ペール・シュタインブリュック             | 2005年11月22日 – 2009年10月27日    | SPD  |
| 交通・建設・都市開発大臣       |      | ヴォルフガング・ティーフェンゼー         | 2005年11月22日 – 2009年10月27日    | SPD  |
| 経済協力大臣                   |      | ハイデマリー・ヴィーチョレック＝ツォイル | 1998年10月27日 – 2009年10月28日    | SPD  |
| 司法大臣                       |      | ブリギッテ・ツィプリース                 | 2002年10月22日 – 2009年10月27日    | SPD  |